# Bubekia lasiopterae
Bubekia lasiopterae är en stekelart som först beskrevs av William Harris Ashmead 1893.  Bubekia lasiopterae ingår i släktet Bubekia och familjen puppglanssteklar. Inga underarter finns listade.